# フットボールほど素敵な商売はない!!
『フットボールほど素敵な商売はない!!』は、原作・戸塚啓、作画・岡村賢二によるによる日本の漫画作品。『週刊ヤングジャンプ』（集英社）で2003年40号から2004年11号まで連載された。

## ストーリー
2003年、ビール会社の営業マンの宅間広海は、会社が出資するサッカークラブの「はままちユナイテッドFC」へフロントスタッフとして出向することになった。広報部スタッフとして業務に携わる一方で、フロント、指導者、選手の狭間で派生する様々なトラブルに巻き込まれ、プロスポーツ界の現実を垣間見ることになった。一方でチームは第2ステージを迎えた後も成績が低迷したことで2部リーグ降格が現実味を帯び、フロント、指導者、選手の関係に亀裂が生じるようになるなどの危機に直面していた。広報部から強化部に異動した宅間はそれぞれの溝を埋めようと務めるも、強化部長にある進言を行う。

## 登場人物

### 主要登場人物
宅間 広海（たくま ひろみ）
この物語の主人公。28歳。ジャパンプレミアムビールの営業をしていたが、辞令を受けて同社が出資する「はままちユナイテッドFC」のフロントスタッフになった。当初は広報部に配属されたが、シーズン途中から強化部に異動した。サッカー経験者であり、高校時代に一度だけ望月の高校と対戦したことがあるが、チーム関係者や記者からは「素人」として扱われている。世の中を起用に渡り歩けるタイプではないが、周囲への細い気遣いや気配りは得意としている。
望月 潤（もちづき じゅん）
はままちユナイテッドFCの主将を務める選手で、ポジションはフォワード。元サッカー日本代表（国際Aマッチ42試合14得点）。
入団2年目からレギュラーに定着し、1999年にはNリーグで26得点をあげて得点王となった経験を持つ。30歳という年齢や得点数が減りはじめていることから衰えを指摘されているが、代表への復帰を目指して練習に取り組んでいる。

### 選手・監督
服部 省吾（はっとり しょうご）
はままちユナイテッドFCの監督。
元々は、はままちユナイテッドFCのOB選手であり元サッカー日本代表選手だった。2003年からクラブにとって5年ぶりの日本人監督として指揮を執っているが、第1ステージでは成績が低迷し12位。第2ステージ開幕を前に守備強化のために実力のある外国人ディフェンダーの獲得を要望したが親会社の都合を優先されたため聞き入れられず、チームの上層部や後に強化担当となった宅間に対して不信感を抱く。その後、試合直前にそれまで一度も練習で試した事のないフォーメーションへの変更、規律違反を犯し試合から外すと公言していた選手の先発起用、記者会見の場でフロントへの不満を公言するなど迷走を始めることになった。
ベルント・ロイター
はままちユナイテッドFCの選手で、ポジションはフォワード。
1998 FIFAワールドカップに出場した経験がある元ドイツ代表のスター選手であり、スコットランドをはじめヨーロッパ各国のクラブを渡り歩いた実績があり、日本でプレーをすることに関心を持つ。はままちユナイテッドの現場サイドからの獲得の要望でなく、親会社の商品の販売促進目的であること、広告塔としての獲得であることを代理人から知らされ不信感を抱くが、最終的に移籍に合意した。
小寺 竜彦（こでら たつひこ）
はままちユナイテッドFCの選手で、ポジションはフォワード。オリンピック日本代表候補。20歳。
2003年シーズンから出場機会を得るようになったが、ロイターの加入により危機感を抱く。私生活とプロ選手の切り替えに無頓着な所があり、食事中に携帯電話を使用していたことが規律違反を犯したとして服部監督により控えメンバーから外された。
桐原 悟（きりはら さとる）
はままちユナイテッドFCの選手で、ポジションはフォワード。元サッカー日本代表（国際Aマッチ18試合4得点）。27歳。
ロイターの加入により控えに回ったことや、服部監督の姿勢に嫌気が差し、大学時代の先輩がゼネラルマネージャーを務めている他クラブへの移籍を視野に入れる。
アンドレ・ゴメス
はままちユナイテッドFCの選手で、ポジションはミッドフィールダー。元ブラジル代表
チーム内の内紛と服部監督への不信感から、記者の面前でチーム退団しブラジルへの帰国すると公言した。

### チーム関係者
中神 靖彦（なかがみ やすひこ）
はままちユナイテッドFCの取締役運営本部長。
宅間のジャパンプレミアムビール時代の上司であり、宅間をフロントスタッフとして引き抜いた人物。第2ステージ開幕前の外国人選手獲得の際には「選手は親会社の商品である以上、費用対効果を考慮して選手を獲得する事は当然」との企業論理を説き、現場からの要望を退けた。
古川 高史 （ふるかわ たかし）
はままちユナイテッドFCの事業部広報主任。
松平 慎太郎（まつだいら しんたろう）
はままちユナイテッドFC代表取締役社長、ジャパンプレミアムビール相談役
西村 勇（にしむら いさむ）
はままちユナイテッドFCのチーム統括部ゼネラルマネージャー。
原 亜希子（はら あきこ）
はままちユナイテッドFCの通訳。英語を専門としているが、ロイターの専属通訳が加入するまで通訳を担当した。
織田（おだ）
はままちユナイテッドFCの強化部長
主に下部組織で選手育成に務めていてトップチームは管轄外だったが、本部長の意向によりシーズン途中から成績不振のトップチームをサポートをすることになった。元々は、Nリーグのプロサッカー選手であり、3年間で20数試合に出場した経験がある。

### その他
丸亀（まるがめ）
フリーランスの記者。「スッポンの丸亀」の異名を持ち、第2ステージ開幕前に宅間から望月が負傷したとの情報を引き出し、大手新聞に情報をリークした。
ラインハルト
ドイツ出身のサッカー代理人。ロイターの契約交渉に立会い、高額の条件を引き出すために、ロイター側には意図的に誤情報を伝え、はままち側にはカタールのクラブからオファーがあることを仄めかして交渉を優位に進めようと画策した。

## 用語
はままちユナイテッドFC
1993年のNリーグ創設時からリーグに参入している神奈川県濱町市（架空の都市）を本拠地とするサッカークラブ。本拠地の濱町市が合併により誕生したことにちなんで、英語で「連合」「合体」「合併」を意味するユナイテッド (United) と名付けられている。これまでの最高成績は1998年第1ステージと2001年第2ステージの3位。リーグ優勝も、下部リーグへの降格も経験したことはないが、優勝争いに常に加わるほどのチーム力を持ち合わせてはいない。
出資企業はジャパンプレミアムビール、濱町ガス、濱町電力の他、20数社あるが、フロントスタッフの多くはジャパンプレミアムビールからの出向者で占められている。クラブハウスや練習施設もジャパンプレミアムビールの福利厚生施設を改修したものを使用している。
ジャパンプレミアムビール
東京都に本社を置くビール会社であり、はままちユナイテッドFCに出資を行っている。濱町市郊外に関東地方で最大の工場を保有している。かつては野球部も保有していたが、1999年に解散している。
Nリーグ
「Nippon」と「National」を語源とする、1部リーグの「N1」と2部リーグの「N2」で構成される日本サッカーの最上位に位置するサッカーリーグ。N1は第1ステージと第2ステージの2ステージ制で構成され、2003年シーズン現在は函館、秋田、宇都宮、前橋、春日部、千葉、お台場、はままち、藤沢、藤枝、浜松、四日市、難波、藤井寺、高知、熊本の16クラブが所属している。

## 書誌情報
- 原作・戸塚啓、作画・岡村賢二 『フットボールほど素敵な商売はない!!』 集英社〈ヤングジャンプ・コミックス〉、全2巻

1. 第1巻 2004年2月19日発売 ISBN 978-4088765709
2. 第2巻 2004年3月19日発売 ISBN 978-4088765839